# Питерхед (футбольный клуб)
«Пи́терхед» (англ. и скотс Peterhead Football Club) — шотландский футбольный клуб из одноимённого города, выступающий в Первой лиге Шотландии, третьем по силе дивизионе страны. Основан в 1891 году. Домашние матчи до 1997 года проводил на арене «Рекреэйшен Парк», начиная с сезона 1997/98 выступает на стадионе «Балмур», вмещающего 4000 зрителей. Большую часть истории клуб играл в Лиге Хайленда. В шотландской лиге «Питерхед» выступает с сезона 2000/01, за это время он провёл 6 сезонов во Втором дивизионе Шотландии, лучшим из которых был сезон 2005/06, когда он занял 3-е место, остальные годы команда провела в Третьем дивизионе Шотландии, низшем дивизионе шотландской лиги. В Кубке Шотландии клуб никогда не пробивался дальше 1/16 финала.

## Достижения
- Вторая лига Шотландии:
  - Победитель (3): 2013/14, 2018/19, 2024/25.
- Третий дивизион Шотландии:
  - Вице-чемпион (2): 2004/05, 2012/13.
- Лига Хайленда:
  - Победитель (5): 1946/47, 1948/49, 1949/50, 1988/89, 1998/99.
  - Вице-чемпион (6): 1935/36, 1936/37, 1947/48, 1976/77, 1977/78, 1981/82

## Рекорды клуба
- Самая крупная победа: 17-0 в матче против «Форт-Уильям» в 1998 году

- Самое крупное поражение: 0-13 в матче против «Абердина» в 1923 году

- Наибольшее число зрителей на домашнем матче: 8 643 в матче против «Рэйт Роверс» 26 февраля 1987 года